# Leichtathletik-Europameisterschaften 1974/50 km Gehen der Männer

Kolosseum in Rom

Das 50-km-Gehen der Männer bei den Leichtathletik-Europameisterschaften 1974 wurde am 7. September 1974 in den Straßen Roms ausgetragen.
Der Wettbewerb litt unter der Streichung dieser Disziplin bei den nächsten Olympischen Spielen 1976 in Montreal. So gab es nur neunzehn Teilnehmer, lediglich acht Nationen waren vertreten. Diese Streichung blieb allerdings eine Ausnahme. Von 1980 an war das 50-km-Gehen wieder durchgängig Teil des olympischen Programms, bis es nach den Spielen 2021 in Tokio durch das Gehen auf der verkürzten Distanz von dreißig Kilometern abgelöst wurde.
Die DDR-Geher errangen mit Gold und Bronze zwei Medaillen in diesem Wettbewerb. Europameister wurde der Olympiasieger von 1968, Europameister von 1969 und Vizeeuropameister von 1971 Christoph Höhne. Er gewann vor Otto Bartsch aus der Sowjetunion. Den dritten Platz belegte der Vizeeuropameister von 1969 und EM-Dritte von 1971 Peter Selzer.

## Rekorde / Bestleistungen

### Bestehende Rekorde / Bestleistungen
Anmerkung:

Rekorde wurden damals im Marathonlauf und Straßengehen wegen der unterschiedlichen Streckenbeschaffenheiten mit Ausnahme von Meisterschaftsrekorden nicht geführt.
| Weltbestzeit         | 3:52:45 h   | Bernd Kannenberg    | Bremen, BR Deutschland heute (Deutschland) | 27. Mai 1972    |
| Europabestzeit       | 3:52:45 h   | Bernd Kannenberg    | Bremen, BR Deutschland heute (Deutschland) | 27. Mai 1972    |
| Meisterschaftsrekord | 4:02:22,0 h | Weniamin Soldatenko | EM Helsinki, Finnland                      | 14. August 1971 |

### Rekordverbesserung
Europameister Christoph Höhne aus der DDR verbesserte den bestehenden Meisterschaftsrekord im Wettbewerb am 14. August um 3:16,4 Minuten auf 3:59:05,6 h.

## Durchführung
In diesem Wettbewerb gab es keine Vorrunde, alle neunzehn Geher traten gemeinsam zum Finale an.

## Legende
- CR: Championshiprekord
- DNF: Wettkampf nicht beendet (did not finish)
- DSQ: disqualifiziert

## Ergebnis
7. September 1974, 14:10 Uhr
| Platz | Name                 | Nation           | Zeit (h)     |
| ----- | -------------------- | ---------------- | ------------ |
| 1     | Christoph Höhne      | DDR              | 3:59:05,6 CR |
| 2     | Otto Bartsch         | Sowjetunion      | 4:02:38,8    |
| 3     | Peter Selzer         | DDR              | 4:04:28,4    |
| 4     | Vittorio Visini      | Italien          | 4:05:43,6    |
| 5     | Wenjamin Soldatenko  | Sowjetunion      | 4:09:31,6    |
| 6     | Winfried Skotnicki   | DDR              | 4:10:19,0    |
| 7     | Gerhard Weidner      | BR Deutschland   | 4:10:52,4    |
| 8     | Heinrich Schubert    | BR Deutschland   | 4:16:05,0    |
| 9     | Bernd Kannenberg     | BR Deutschland   | 4:21:47,8    |
| 10    | Domenico Carpentieri | Italien          | 4:22:42,6    |
| 11    | John Warhurst        | Großbritannien   | 4:26;34,6    |
| 12    | Rosario Valore       | Italien          | 4:30:22,8    |
| 13    | Daniel Björkgren     | Schweden         | 4:31:08,8    |
| 14    | Robert Dobson        | Großbritannien   | 4:35:26,4    |
| 15    | Stefan Ingvarsson    | Schweden         | 4:36:18,2    |
| DNF   | Milan Bartos         | Tschechoslowakei |              |
| DNF   | Yancho Kamenov       | Bulgarien        |              |
| DSQ   | Örjan Andersson      | Schweden         |              |
| DSQ   | Sergej Bondarenko    | Sowjetunion      |              |